# Benjamin Osberger
Benjamin Osberger est un gymnaste français né le 1er octobre 2001. Il est en équipe de france de gymnastique artistique depuis 2015.

## Biographie
Benjamin Osberger commence la gymnastique au club La Munsterienne, à Munster où il est toujours licencié. A l'âge de 12 ans, il intègre le pole France d'Antibes. Depuis 2020, il s’entraîne à l'Insep. 
Il a participé aux championnats d'Europe en 2018 (junior), 2022 et 2023, aux championnats du monde en 2022 et 2023 ainsi qu'à de nombreuses coupes de mondes tel que celle de Paris en 2022 et 2023 où il décroche respectivement le bronze et l'argent au sol ou encore celle de Varnaoù il décroche l'or au sol. 
En 2023, il est sacré champion de France du concours général et vice-champion au sol. 

## Palmarès

### Championnat du Monde de Liverpool
Liverpool 2022 
- - 4e au Sol

### Championnats d’Europe
- Munich 2022
  - 5e par équipe[3]
  - 4e au cheval d’arçon[4]

- Glasgow 2018[5]
  - 7e par équipe

### Coupe du Monde
- IDF Paris Bercy 2022
  - 3e au Sol, médaille de bronze,

puis, 2eme, médaille d'argent en 2023